# Calocalanus alboranus
Calocalanus alboranus is een eenoogkreeftjessoort uit de familie van de Paracalanidae. De wetenschappelijke naam van de soort is voor het eerst geldig gepubliceerd in 1979 door Shmeleva.